# 青剛櫟屬
青剛櫟節（學名：sect. Cyclobalanopsis）為殼斗科的一個節，前稱椆屬或青岡屬（Cyclobalanopsis Oerst., 1866），共有150種。
在植物分類學(型態分類)上常與櫟屬（Quercus）混用或與麻櫟節（sect. Cerris）一同置於麻櫟亞屬（subg. Cerris）之下，在特徵上兩者最大區別是本節大多為常綠喬木，麻櫟節則多數為落葉喬木，但以APG分類法來看則可將本節的同心環視為特化器官，若以族群分布狀況來分別，青剛櫟節主要分佈於亞洲熱帶及亞熱帶地區，而麻櫟節分布主要於北半球之歐洲、北美洲溫帶地區，在中國大陸及台灣的學界曾將本節獨立出來為一個屬別，但是目前已被置於櫟屬麻櫟亞屬下  。
節名Cyclobalanopsis由属名Cyclobalanus和opsis(模样)的合成词，指此節和Cyclobalanus属(即石櫟屬)相似。

## 特徵及用途
常綠喬木，稀灌木，樹高在10~40公尺之間，樹皮通常較為光滑，葉為螺旋狀互生，葉緣通常有鋸齒，有羽狀葉脈，雌雄同株，雄花花絮為類似楊柳下垂枝條的葇荑花序；雌花常為散生或簇生花絮，果時發育成熟後，外為總苞稱為殼斗，通常內含一個堅果，為當年成熟或翌年成熟型，形狀為圓形近橢圓形，頂端有突狀物，具肉質子葉，內富含澱粉，發芽時子葉不出土。
該屬木材為輻射孔材，常見木材顏色為紅褐色、黃褐色或灰白色，木材密度大、質地堅硬，可作為建築梁柱、工具握柄、鐵路枕木等用材，樹皮富含單寧，可提煉作為鞣皮或染料，另堅果富含澱粉，可作飼料、釀酒等用途。

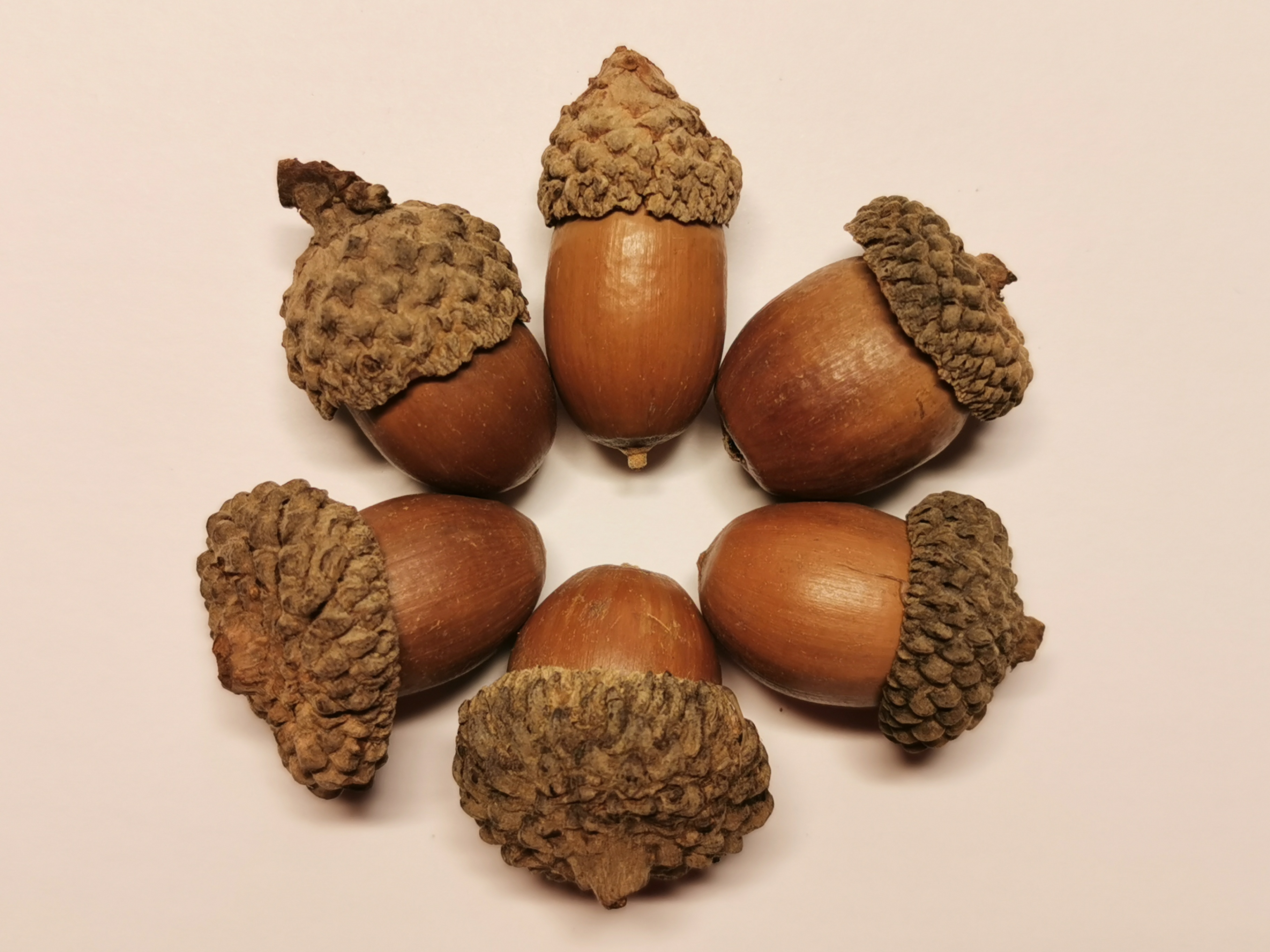
殼斗杯形，堅果橢圓球形

## 分佈演進

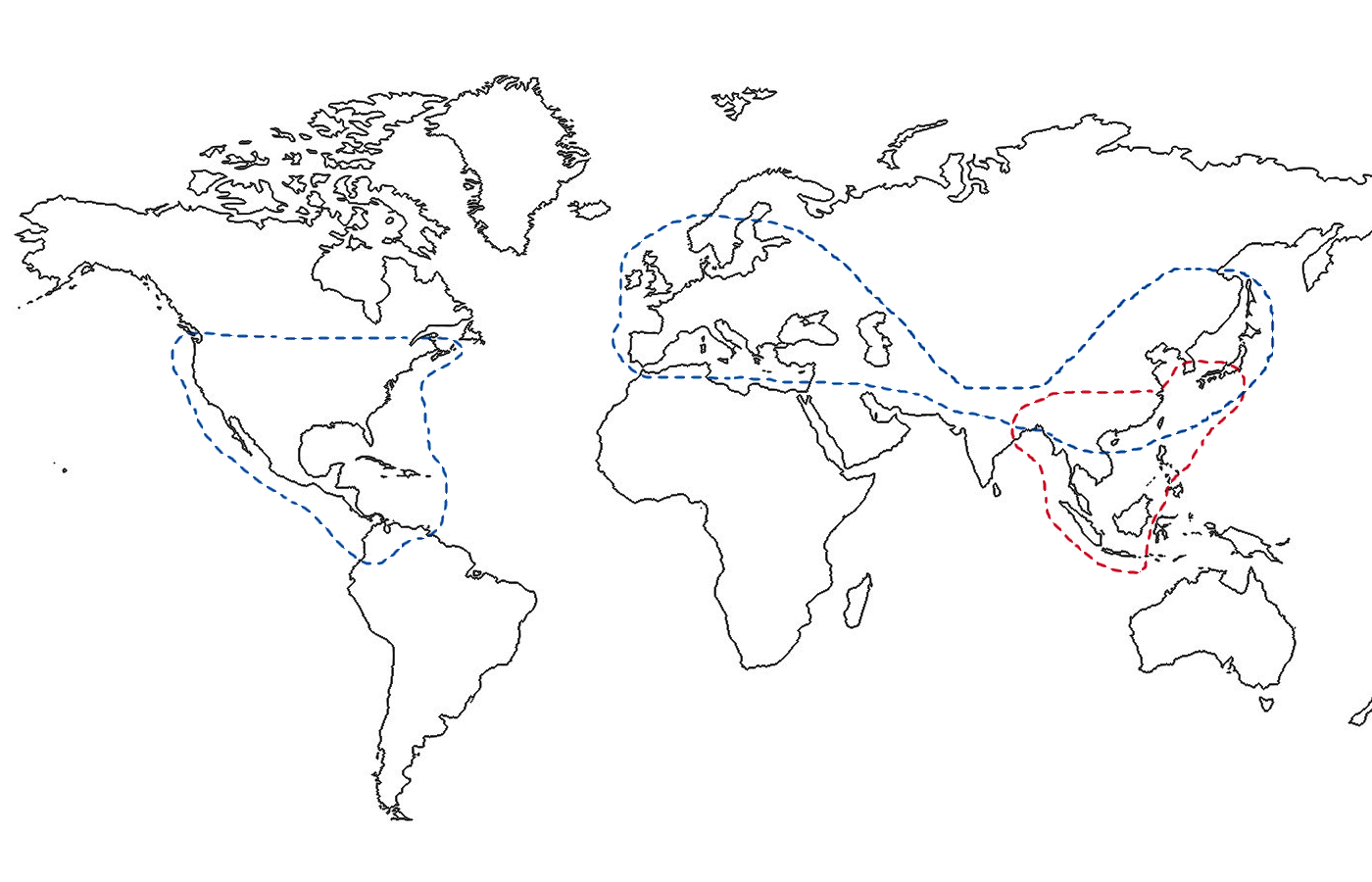
紅色虛線代表青剛櫟屬現今分佈，藍色虛線則代表麻櫟屬分佈

青剛櫟節的現代分佈中心位於印度半島和中南半島北部，以及中國雲南、廣西、廣東西南等地。並由此向四周擴散，向南到達印尼蘇門答臘、爪哇島、加里曼丹及峇里島，且不越過華萊士線；向東到達台灣、朝鮮半島、日本本州北緯36度地區；向北到達遼寧、撫順一帶；向西則沿著當時的古地中海沿岸在漸新世時擴散到歐洲。
上新世後期，因為全球性氣溫下降，整體氣候帶南移，也使得熱帶植物跟著南移，亞熱帶常綠闊葉林的北界退至今日秦嶺、淮河一線；加上印度板塊與歐亞板塊的碰撞，古地中海的消失，使沿岸氣候變得乾燥，也是青剛櫟節分佈西界退回亞洲的原因。

## 分類
中國境內有77種及3變種，分佈於秦嶺、淮河流域及華南、雲南地區，在台灣則有12種及3變種，分佈地遍及全島。
以下列出較為常見的30餘種。
- 環青岡 Quercus annulata
- 貴州青岡 Quercus argyrotricha
- 窄葉青岡 Quercus augustinii
- 滇南青岡 Quercus austroglauca
- 櫟子青岡 Quercus blakei
- 嶺南青岡 Quercus championii
- 黑果青岡 Quercus chevalieri
- 福建青岡 Quercus chungii
- 華南青岡 Quercus edithiae
- 突脈青岡 Quercus elevalicosiala
- 飯甑青岡 Quercus fleuryi
- 赤皮青岡 Quercus gilva
- 青剛櫟 Quercus glauca
- 滇青岡 Quercus glaucoides
- 圓果青剛櫟 Quercus globosa
- 細葉青岡 Quercus gracilis ，小葉青岡
- 毛枝青岡 Quercus helferiana
- 灰背櫟 Quercus hypophaea
- 大葉青岡 Quercus jenseniana
- 景寧青岡 Quercus jingningensis
- 毛葉青岡 Quercus kerrii
- 薄葉青剛櫟 Quercus lamellosa
- 滇西青岡 Quercus lobbii
- 長葉青岡 Quercus longifolia
- 錐果櫟 Quercus longinux

- 森氏櫟 Quercus morii
- 小葉青岡 Quercus myrsinifolia ，細葉青岡
- 曼青岡 Quercus oxyodon
- 大果青岡 Quercus rex
- 雲山青岡 Quercus sessilifolia
- 狹葉櫟 Quercus stenophylloides
- 厚緣青岡 Quercus thorelii
- 西藏青岡 Quercus xizangensis

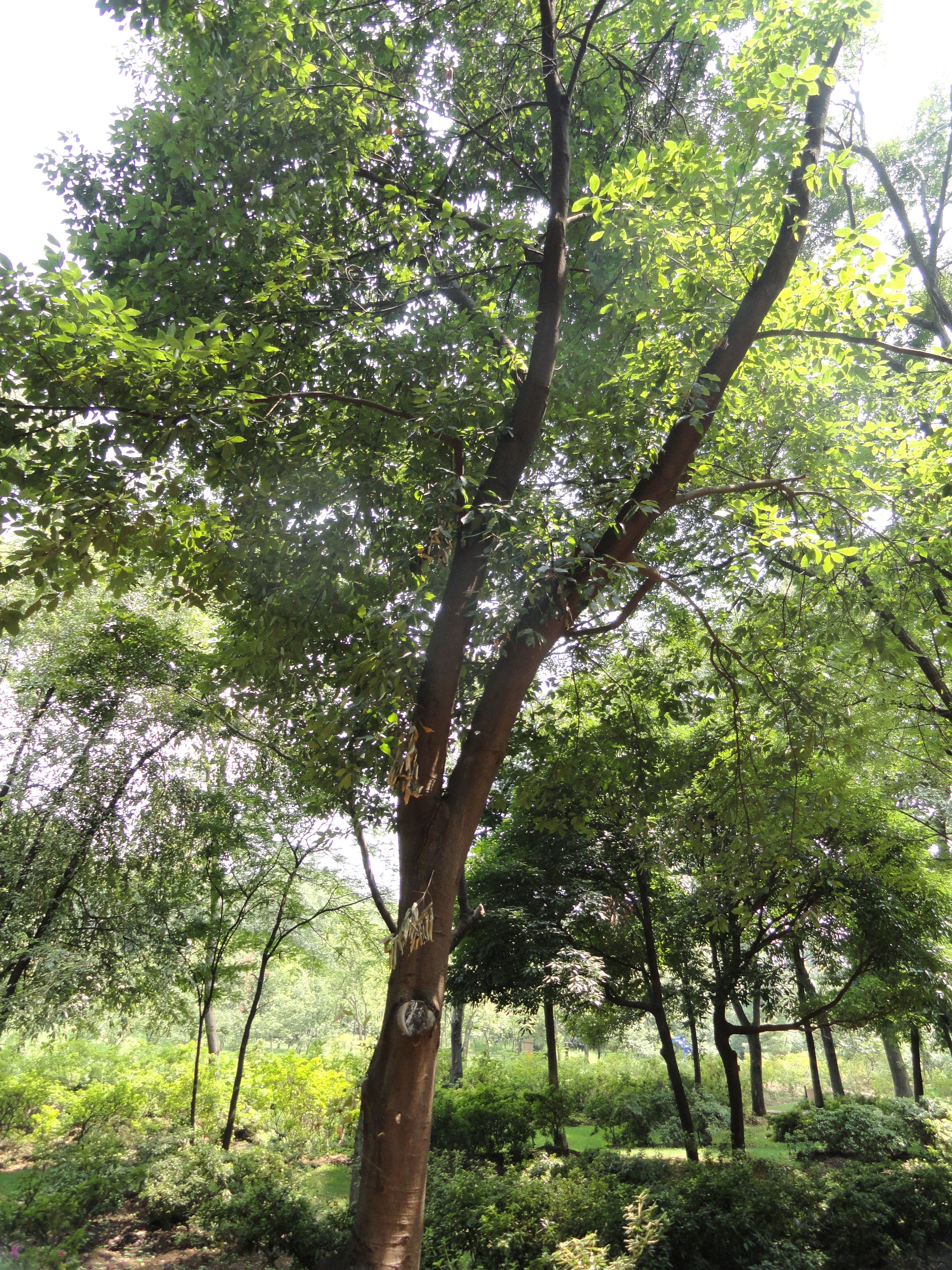
滇青岡

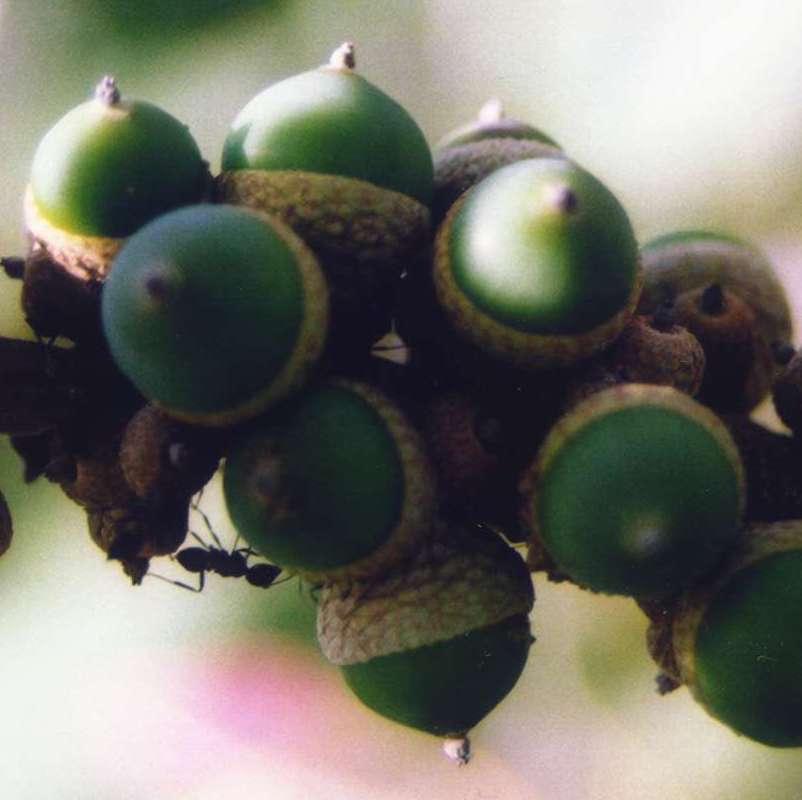
毛葉青岡堅果